# Xu You
 (août 2008).
Si vous disposez d'ouvrages ou d'articles de référence ou si vous connaissez des sites web de qualité traitant du thème abordé ici, merci de compléter l'article en donnant les références utiles à sa vérifiabilité et en les liant à la section « Notes et références ».
Xu You (? - Septembre 204) était un haut gradé de l’armée de Yuan Shao. 
Il sert tout d'abord Gongsun Zan. Mais après la chute de celui-ci, il se rallie aux Yuan. Brillant tacticien apprécié de Yuan Xi, il offre au père de ce dernier de fines stratégies. Cependant, Yuan Shao n’a d’yeux que pour son premier stratège, Guo Tu. Les conflits sont fréquents entre les deux hommes et Xu You songe souvent à abandonner les Yuan.
Lors de la bataille de Guandu, en 200, le siège du château de Cao Cao s’éternise et la désertion commence à sévir parmi l’armée des Yuan. Pour mettre un terme à la bataille, Xu You propose de lancer un raid depuis les tours mobiles, installées le long des remparts. Mais Guo Tu s’oppose à cette stratégie, et propose plutôt de creuser une galerie pour parvenir dans la cour de la base ennemie. Yuan Shao accepte immédiatement ce plan, traitant Xu You de commandant inapte. En septembre, courroucé par ces injures, Xu You profite de l’absence de son seigneur pour fuir et il rejoint Cao Cao.
Celui-ci l’accueille à bras ouverts et, sur les conseils de Guo Jia, le traite comme l’égal de Sima Yi. Flatté, Xu You décide de se venger des Yuan en révélant à ses anciens ennemis que leur armée entrepose la totalité de ses vivres au dépôt de Wuchao, gardé par l’alcoolique Chunyu Qiong. Aussitôt, Cao Cao et Guo Jia mettent plusieurs plans en œuvre et parviennent à incendier l’entrepôt. Plus tard, Xu You a montré un manque de respect quand Cao Cao a rendu hommage devant la tombe de Yuan Shao, et plusieurs jours plus tard, il manque de respect à Xu Chu qui le décapite, Cao Cao  déplora cette perte.